# Vlag van Wingene
De vlag van Wingene werd door de gemeenteraad op 23 december 1986 officieel vastgesteld als de gemeentelijke vlag van de West-Vlaamse gemeente Wingene. Op 26 mei 1987 werd hij door het Bestuur van Vlaanderen bevestigd en uiteindelijk gepubliceerd op 3 december 1987 in het officiële Belgisch Staatsblad.
Officieel wordt de vlag beschreven als:
Drie even hoge banen van geel, van rood en van geel
De vlag is volledig gebaseerd op het gemeentewapen en ziet er dus helemaal hetzelfde uit.

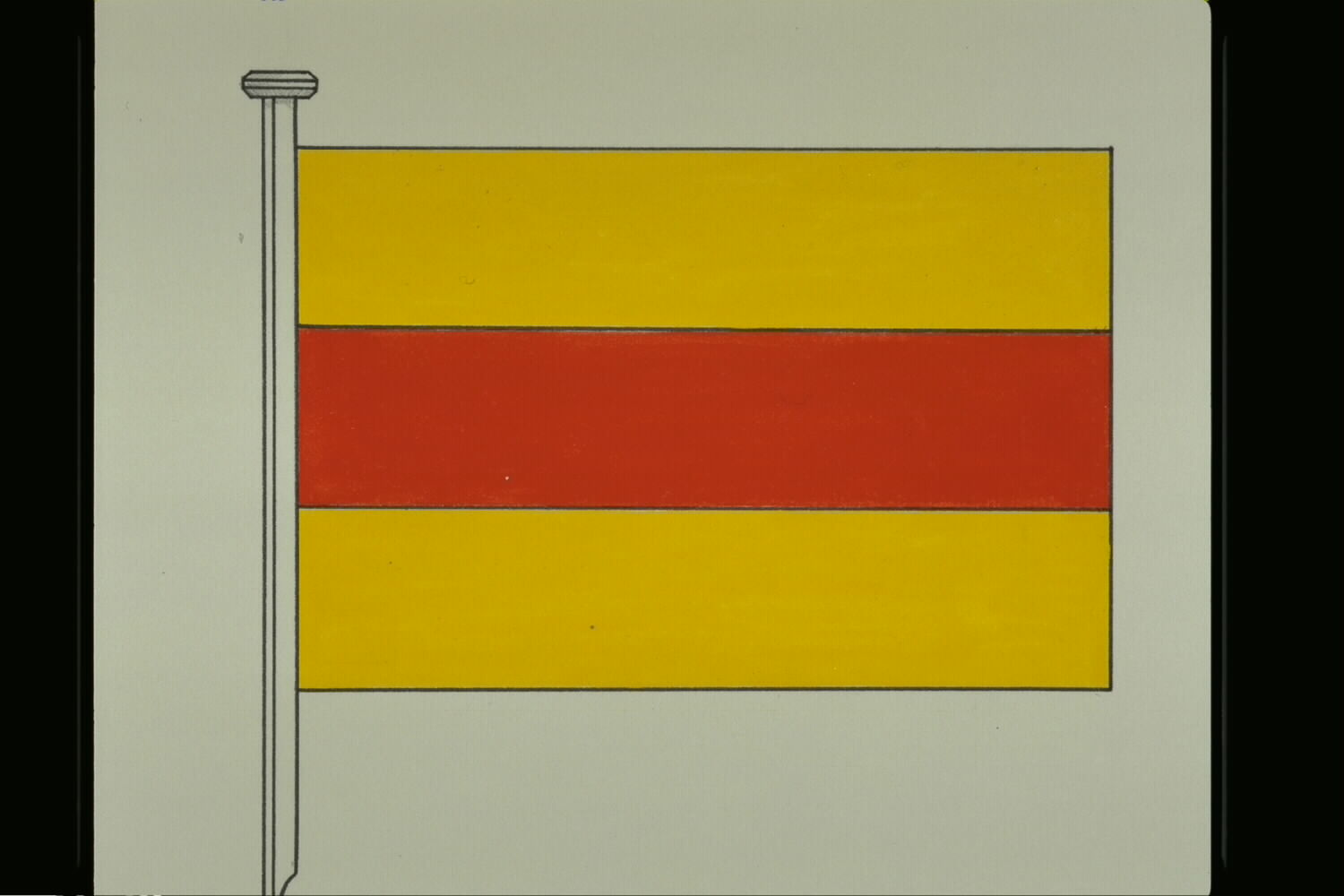
Officiële tekening van de vlag